# ミオとミラミス 勇者の剣
ミオとミラミス 勇者の剣（原題：Mio min Mio）は、1987年のスウェーデン・ソビエト連邦・ノルウェー合作のファンタジー映画。アストリッド・リンドグレーンの児童向け小説『ミオよ わたしのミオ』を原作とする。監督はウラディミール・グラマチェコフ、出演はクリストファー・リー、クリスチャン・ベール、ニコラス・ピッカード、ティモシー・ボトムズなど。
本作はニコラス・ピッカードの俳優デビュー作であり、またクリスチャン・ベールの劇場用長編映画の初出演作となった。音楽には元ABBAのベニー・アンデションが参加している。

## あらすじ
孤児の少年ボッセは、意地悪な義理の母親エドナや学校のいじめっ子たちにより苦しい毎日を送っていた。ある夜、実の父親を探して逃げ出したボッセは、親切な店主のルンディン夫人に『手紙を投函してほしい』と頼まれ、一緒にリンゴをもらう。手紙は『遥かなる国』の国宝へ宛てたものだった。ボッセが食べようとしたリンゴは金色に光り出し、精霊が現れる。
精霊は『ボッセを遥かなる国の国王が探している』と言い、ボッセは精霊の髭にしがみ付いてはるかなる国へと向かう。
遥かなる国にたどり着いたボッセは、本名がミオであること、国王が実の父親であることを知る。
やがて、ミオは邪悪な騎士カトーと対決することになる。

## キャスト
| 役名             | 俳優                           | 日本語吹替 | 日本語吹替   |
| 役名             | 俳優                           | 旧VHS版    | 新VHS・DVD版 |
| ---------------- | ------------------------------ | ---------- | ------------ |
| ミオ/ボッセ      | ニコラス・ピッカード           | 浪川大輔   | 矢島晶子     |
| ユムユム/ベンケ  | クリスチャン・ベール           | 菊池英博   | 高山みなみ   |
| 遥かなる国の国王 | ティモシー・ボトムズ           | 富山敬     | 森田順平     |
| カトー           | クリストファー・リー           | 小林清志   | 瑳川哲朗     |
| 機織り女         | スザンナ・ヨーク               | 小宮和枝   | 小宮和枝     |
| ルンディン       | リン・ストック                 | 水谷優子   | 水谷優子     |
| 精霊             | ジェフリー・ステインズ         | 沢木郁也   | 佐々木梅治   |
| 刀鍛冶           | スヴァレ・アンケル・オーズダル | 青森伸     | 佐々木梅治   |
| エドナ叔母さん   | グニラ・ニルース               | 竹口安芸子 | 磯辺万沙子   |
| イーノ           | イゴール・ヤスロビッチ         | 松岡文雄   | 北村弘一     |
| イーリ           | アンドレイ・ペトロフ           | 神代知衣   | 戸田亜紀子   |

- 旧VHS版：エイチ アール エス フナイから『ミオ』の題で発売されたVHSに収録。
- 新VHS・DVD版：クロックワークスから発売のVHS・DVDに収録。

## 撮影
本作をウクライナで撮影中にチェルノブイリ原発事故が発生し、1ヶ月の間、撮影は中止になったという。